# Nagrada Grada Pakraca (automobilizam)
Nagrada Grada Pakraca, hrvatsko automobilističko natjecanje. Naslovljeno kao Otvoreno prvenstvo Zagreba u ocjensko spretnosnim vožnjama, a održava se u Pakracu. Organizira ga AK INA Delta iz Zagreba. Prvo se natjecanje održalo 8. rujna 2019. na parkiralištu gradske tržnice.

## Vanjske poveznice
- Nagrada Grada Pakraca  Arhivirana inačica izvorne stranice od 12. studenoga 2019. (Wayback Machine)
- Facebook